# فروغ تربیت
فروغ تربیت نام یکی از مطبوعات استان فارس در دوران پهلوی دوم است.
این نشریه از سال ۱۳۳۵ خورشیدی به وسیله علی‌اصغر حکمت، در شیراز به چاپ رسیده است.